# Aaron Pierre
Aaron Stone Pierre (Brixton, Londres, 7 de junho de 1994) é um ator britânico. Após treinar na Academia de Música e Arte Dramática de Londres, Pierre ganhou reconhecimento por seu papel como Dev-Em na série de ficção científica Krypton (2018–2019). Desde então, teve participação no seriado The Underground Railroad (2021) e nos filmes de suspense Old (2021) e Rebel Ridge (2024). Também em 2024, ele interpretou Malcolm X na minissérie Genius e deu a voz ao personagem Mufasa no filme Mufasa: O Rei Leão.

## Biografia
Aaron Pierre nasceu em 7 de junho de 1994 em Croydon, Londres. Na infância, ele praticava atletismo e teve interesse em seguir a carreira artística na adolescência. Ele ingressou no Croydon Young People's Theatre (CRYPT) assim que mudou de ramo. Ele cursou Artes Cênicas no Lewisham College antes de treinar em Toronto e na Academia de Arte Dramática de Londres, graduando-se em 2016.

## Carreira
Pierre apareceu em 2 episódios da série The A Word da BBC One e interpretou o soldado Antonius na 1ª temporada do seriado Britannia. Em 2018, ele começou a desempenhar o papel de Dev-Em na série Syfy Krypton. Nesse mesmo ano, Pierre teve uma participação especial no filme Othelo, O Grande no Shakespeare's Globe. Por sua atuação, ele recebeu uma recomendação do Prêmio Ian Charleson. Ele interpretou o Rei ao lado de Lenny Henry na produção de 2019 de King Hedley II no Theatre Royal Stratford East.
Em agosto de 2021, foi relatado que Pierre voltaria a trabalhar com Barry Jenkins dublando o jovem Mufasa em um filme do Rei Leão.
Em outubro de 2021, depois que John Boyega afastou do cargo por motivos familiares, Pierre fez parte do elenco do filme Rebel Ridge, de Jeremy Saulnier, transmitido pela Netflix em 2024. Em 2021, ele estrelou o filme Foe, uma adaptação do romance homônimo de Iain Reid. Em fevereiro de 2022, Pierre se juntou ao elenco do próximo filme de super-heróis Blade, ambientado no Universo Cinematográfico Marvel e programado para ser lançado em 7 de novembro de 2025, mas foi dispensado do projeto em março de 2024 como resultado de reescritas do roteiro.
Ele ganhou o prêmio de Melhor Performance Coadjuvante em Filme no 11º Canadian Screen Awards em 2023, por sua atuação como Francis no filme Brother.
Em agosto de 2021, foi anunciado que o ator daria a voz de Mufasa em Mufasa: O Rei Leão.
Em outubro de 2024, Pierre foi escolhido para interpretar John Stewart (Lanterna Verde) na série de televisão Lanterns da DC Studios.

## Filmografia

### Filmes
| Data | Titulo             | Papel                     | Notas  |
| ---- | ------------------ | ------------------------- | ------ |
| 2021 | Old                | Mid-Sized Sedan / Brendan | [ 17 ] |
| 2022 | Brother            | Francis                   |        |
| 2023 | Foe                | Terrance                  |        |
| 2024 | Rebel Ridge        | Terry Richmond            |        |
| 2024 | Mufasa: O Rei Leão | Mufasa (voz)              |        |

### Televisão
| Ano       | Título                   | Papel                         | Notas                           |
| --------- | ------------------------ | ----------------------------- | ------------------------------- |
| 2017      | Prime Suspect 1973       | Terrence O'Duncie             | 2 episódios                     |
| 2017      | The A Word               | James Thorne                  | 2 episódios (2ª temporada)      |
| 2018      | Britannia                | Antonius                      | 3 episódios (1ª temporada)      |
| 2018–2019 | Krypton                  | Dev-Em                        | Papel principal                 |
| 2021      | The Underground Railroad | Caesar                        | Minissérie                      |
| 2024      | Genius                   | Malcolm X                     | Papel principal (4ª temporada)  |
| 2025      | The Morning Show         | Miles                         | Elenco principal (4ª temporada) |
| 2026      | Lanterns                 | John Stewart / Lanterna Verde | Papel principal                 |

## Prêmios e indicações
| Data | Prêmio                | Categoria            | Filme   | Resultado | Ref.   |
| ---- | --------------------- | -------------------- | ------- | --------- | ------ |
| 2018 | Ian Charleson Awards  | Ian Charleson Awards | Othello | Indicado  | [ 18 ] |
| 2023 | Canadian Screen Award | Melhor performance   | Brother | Venceu    | [ 19 ] |